# ريج هاريسون
ريج هاريسون (بالإنجليزية: Reg Harrison)‏ء (22 مايو 1923 بدربي - 17 سبتمبر 2020)، هو لاعب ومدرب كرة قدم بريطاني في مركز جناح ‏. لعب مع ديربي كاونتي ونادي لونغ إيتون ‏ ونادي بوسطن يونايتد.

## وصلات خارجية
- ريج هاريسون على موقع قاعدة بيانات كرة القدم.إي يو (الإنجليزية)